# Уть (приток Сожа)
Уть (бел. Вуць) — река в Гомельской области Беларуси.
Исток реки находятся в 2 км от деревни Лукьяновки (Добрушский район), далее река протекает по Восточному (Гомельскому) Полесью в западном направлении, после чего впадает в Сож.
Длина реки — 75 км, площадь её водосборного бассейна — 433 км², среднегодовой расход воды в районе устья — 1,5 м³/с. Берега невысокие, до 2 метров высотой. Ширина реки — 10-18 м, глубина — 0,5-1 м, местами глубже. Речная пойма шириной в 200—300 м. Часть реки канализована.
Недалеко от истоков на берегах реке расположен городской посёлок Тереховка.

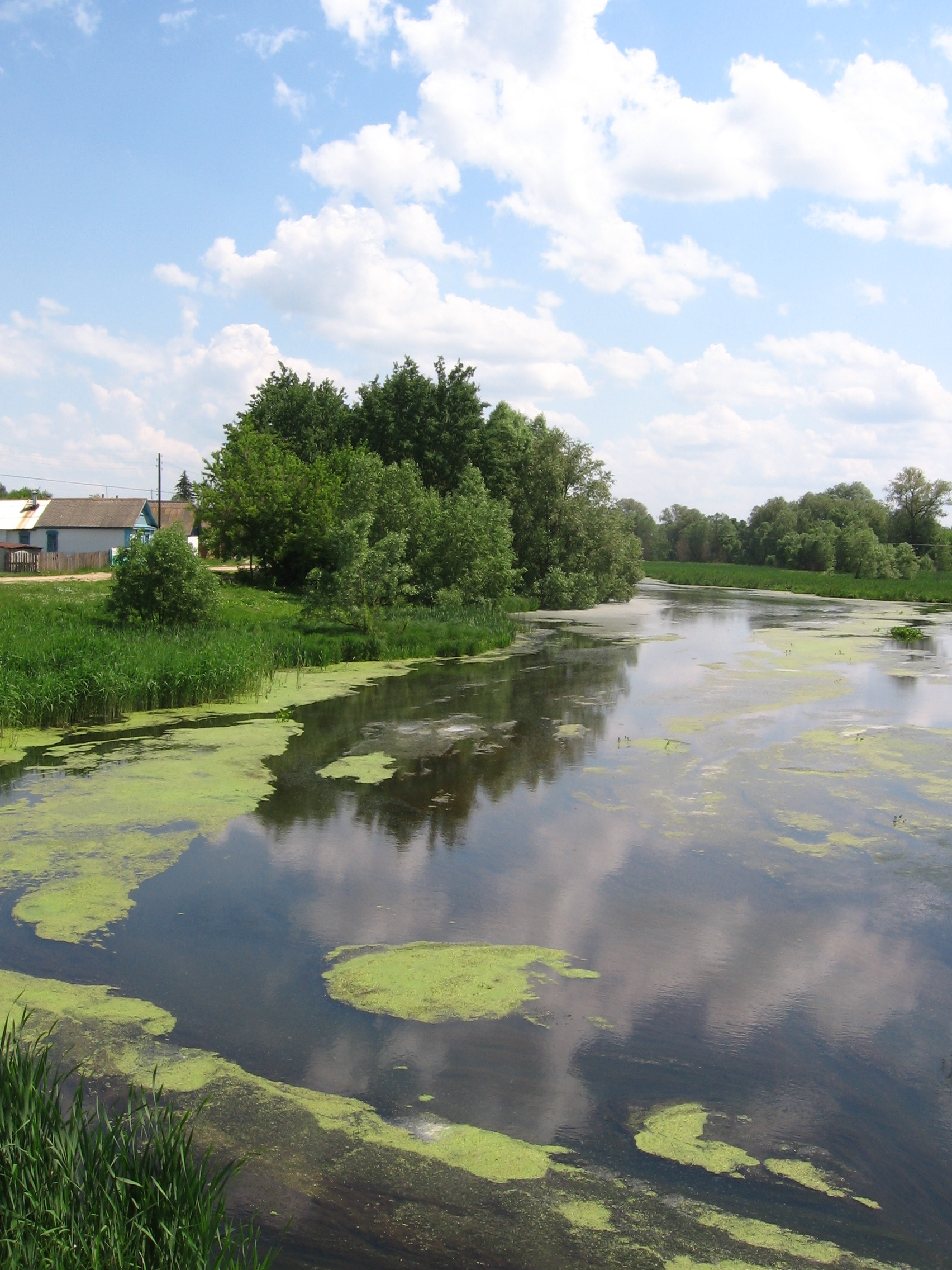
Река Уть в верхнем течении, между селом Уть и Высоким Хутором.
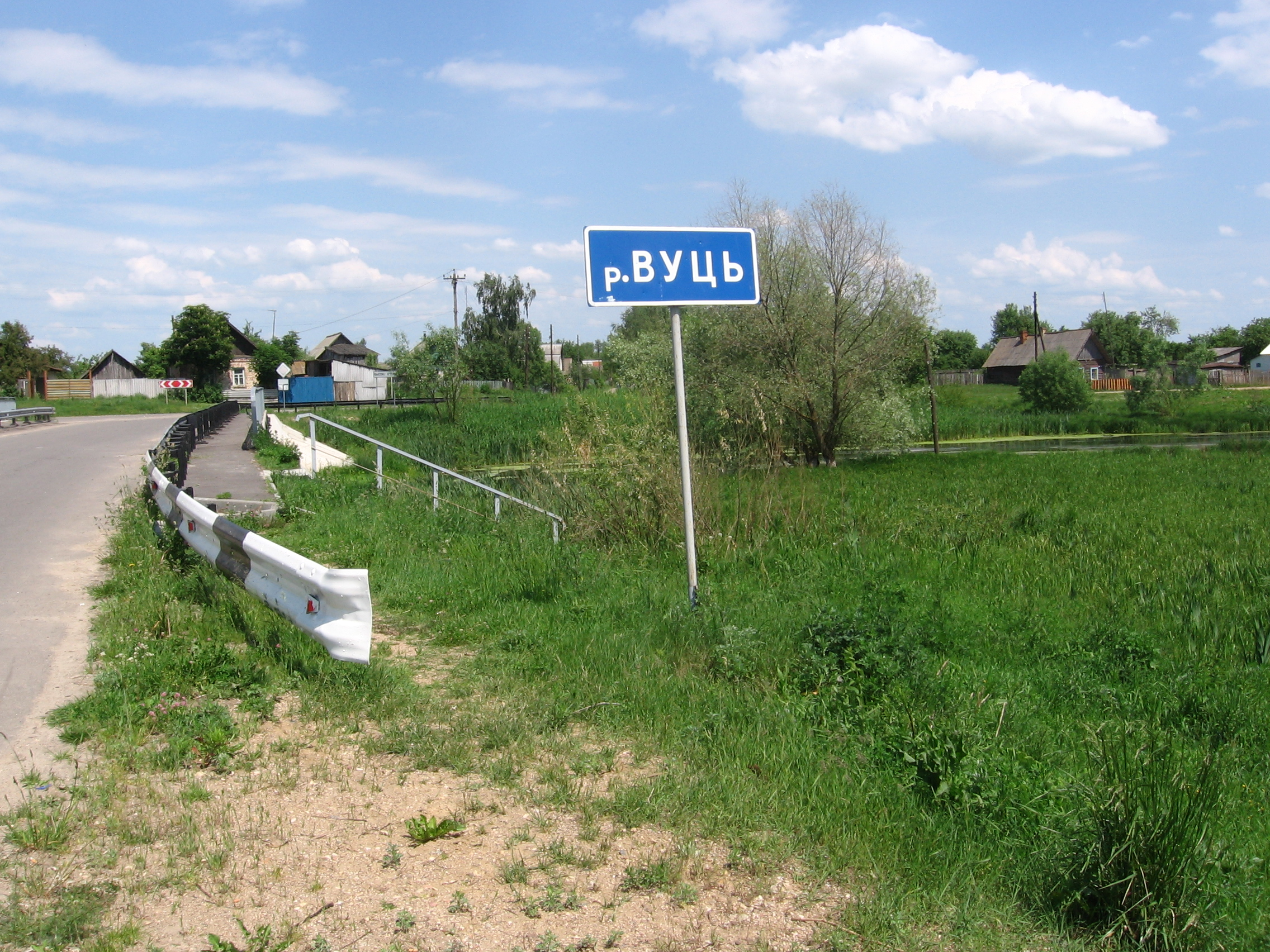
Мост через реку Уть, соединяющий село Уть и Высокий Хутор